# روزنکوپف
روزنکوپف (به آلمانی: Rosenkopf) یک شهر در آلمان است که در زودوستپفالتس واقع شده‌است. روزنکوپف ۳۷۱ نفر جمعیت دارد.